# Horace Barlow
Horace Basil Barlow (* 8. Dezember 1921 in Chesham Bois, Buckinghamshire; † 5. Juli 2020) war ein britischer Neurowissenschaftler, bekannt für Forschungen zu den Mechanismen visueller Wahrnehmung.
Barlow war der Sohn des Verwaltungsbeamten Sir Alan Barlow und von Nora Barlow (geborene Darwin und Enkelin von Charles Darwin). Er besuchte das Winchester College (zur selben Zeit wie Freeman Dyson, James Lighthill und Christopher Longuet-Higgins) und studierte Medizin in Cambridge (als Schüler von William Rushton) und an der Harvard University mit dem M.D. 1946. Seinen Arzt im Praktikum absolvierte er am University College Hospital London. Danach wandte er sich der Neurophysiologie im Labor von Edgar Adrian an der Universität Cambridge zu. Er hatte verschiedene Positionen an der Universität Cambridge, bevor er 1964 Professor für physiologische Optik und Physiologie an der University of California, Berkeley, wurde. 1974 erhielt er einen Royal Society Research Chair in Physiologie an der Universität Cambridge, an der er Fellow des Trinity College war.
Er entdeckte 1953, dass es Neuronen im Froschhirn gibt, die auf spezifische visuelle Stimulationen reagieren, wozu er Spikes von den Nervenzellen der Froschretina aufzeichnete. Außerdem untersuchte er die Rolle der Inhibition von Nervenzellen bei der visuellen Wahrnehmung. 1961 machte er als eines der Hauptziele der Verarbeitung visueller Daten die Reduktion der Redundanz der Primär-Daten durch Erzielung einer möglichst effizienten Codierung. 1972 veröffentlichte er einen einflussreichen Aufsatz, der hervorhob, dass der Wahrnehmung die Aktivität bestimmter Nervenzellen zugrunde lag. In einer weiteren einflussreichen Arbeit unterstrich er die Rolle von nicht angeleitetem Lernen für das Gehirn durch Registrierung von statistischen Regularitäten.
Er war ein Pionier in der Entwicklung faktorieller Codes, das heißt solcher, die die Daten so repräsentieren, dass ihre Komponenten statistisch unabhängig sind.
Er wurde 1969 Mitglied der Royal Society, deren Royal Medal er 1993 erhielt. 1993 erhielt er den Australia Prize, 1980 die Ferrier Medal, 2009 den Swartz Prize für Neurowissenschaften und 2016 den Ken-Nakayama-Preis der Vision Sciences Society. 2003 erhielt er den Karl Spencer Lashley Award und 2006 den Ralph-W.-Gerard-Preis.
Er gehörte einer Vereinigung von 20 Wissenschaftlern in London an, die sich Ratio Club nannte und Funktionen des Gehirns diskutierte. Weitere Mitglieder waren Thomas Gold, William Rushton und Pat Merton.